# دانشگاه ایالتی کارولینای جنوبی

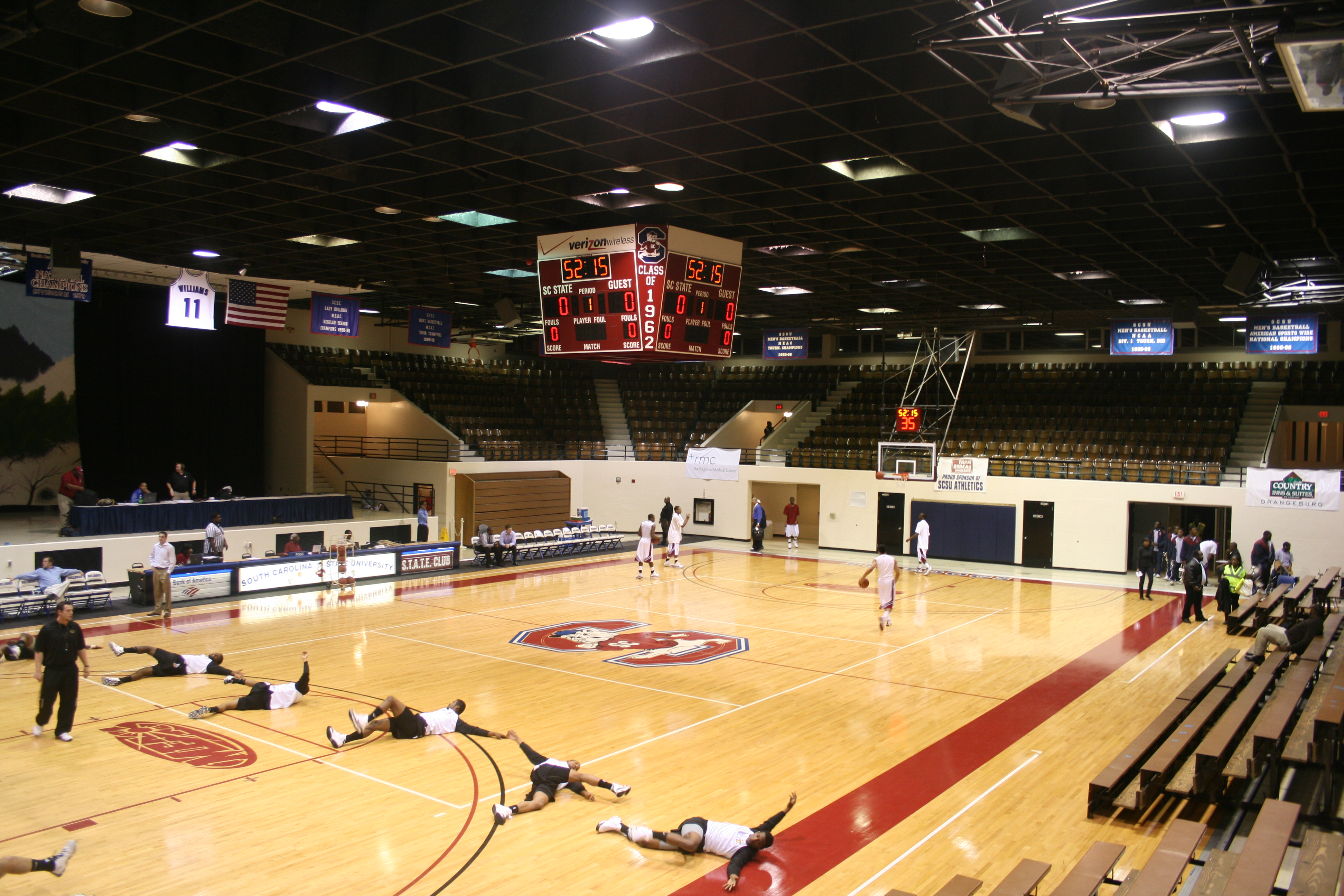
تیم بسکتبال این دانشگاه در حال تمرین

دانشگاه ایالتی کارولینای جنوبی (به انگلیسی: South Carolina State University) یکی از دانشگاه‌های ایالات متحده آمریکا بوده و در ایالت کارولینای جنوبی واقع است.